# 津島遺跡

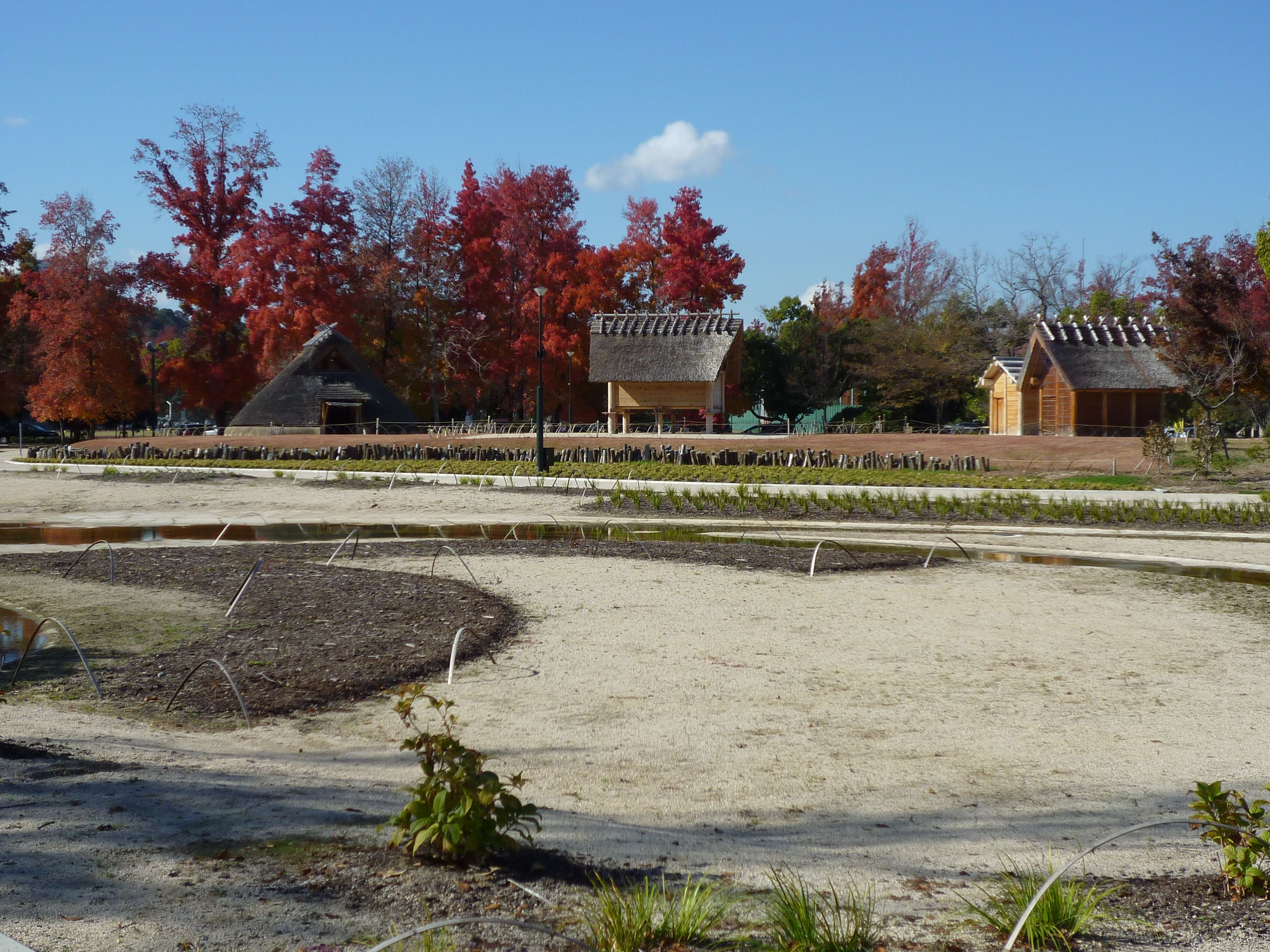
津島遺跡（津島やよい広場）
画像奥の建物は左から順に、竪穴建物・高床建物・掘立柱建物。手前は湿地・水路跡の復元。

津島遺跡（つしまいせき）は、岡山県岡山市北区いずみ町の岡山県総合グラウンドおよびその周辺にひろがる、縄文時代晩期から弥生時代・古墳時代にかけての複合遺跡。1971年（昭和46年）1月5日に国の史跡に指定されている。

## 概要
全国で初めて、弥生時代前期の集落と水田が隣接して発見されたことで学史上著名。集落を設けた微高地の周辺、湿地の間の3～5アールのごく狭い範囲に水田がつくられていた。イネの花粉、各種の水田雑草の種子や葉の存在から、水田土壌自体が残っていることも証明された。この水田と湿地との境には杭列、微高地との境には矢板の列によって区画してあったが、方形の区画は認められなかった。
近年の調査では、上記の水田とは別に、畦畔で区画された弥生前期の水田も広範囲にわたって検出された。このことから、弥生前期の段階では2種類の水田が並存した可能性も考えられている。また、弥生時代後期の河川跡からは建物の部材などを含む木製品多数も見つかっている。
1971年（昭和46年）1月15日に一部が国の史跡に指定された。その後、2005年（平成17年）の晴れの国おかやま国体の開催に伴う岡山県総合グラウンドの再整備に先行して発掘調査が行われ、弥生時代後期の高床建物の建築部材などが検出された。2002年（平成14年）に集落域と水田域が国の史跡に追加指定され、遺跡の整備工事は2009年（平成21年）3月に完成した。竪穴建物や高床建物のほか、湿地や水田部分が再現されている。竪穴建物は内部の見学が可能。
出土遺物は、岡山県総合グラウンド陸上競技場のメインスタンド内に設けられた「遺跡&スポーツミュージアム」に展示されている。